# Parker Bolili
Parker Bolili Miambanzila (16 de abril de 1992) es una deportista congoleña que compitió en taekwondo. Ganó una medalla de plata en los Juegos Panafricanos de 2011, y una medalla de bronce en el Campeonato Africano de Taekwondo de 2014.

## Palmarés internacional
| Juegos Panafricanos | Juegos Panafricanos | Juegos Panafricanos | Juegos Panafricanos |
| Año                 | Lugar               | Medalla             | Categoría           |
| ------------------- | ------------------- | ------------------- | ------------------- |
| 2011                | Maputo (Mozambique) | Medalla de plata    | –46 kg              |
| Campeonato Africano |                     |                     |                     |
| Año                 | Lugar               | Medalla             | Categoría           |
| 2014                | Túnez (Túnez)       | Medalla de bronce   | –46 kg              |